# Xanthoidea
Super-famille
Les Xanthoidea sont une super-famille de crabes. Elle comprend plus de 700 espèces actuelles dans six familles.

## Liste des familles et genres
Selon World Register of Marine Species (24 juin 2016) :
- famille Linnaeoxanthidae Števčić, 2005
- famille Melybiidae Števčić, in Martin & Davis, 2001
- famille Panopeidae Ortmann, 1893
- famille Pseudorhombilidae Alcock, 1900
- famille Speocarcinidae Števčić, in Martin & Davis, 2001
- famille Xanthidae MacLeay, 1838

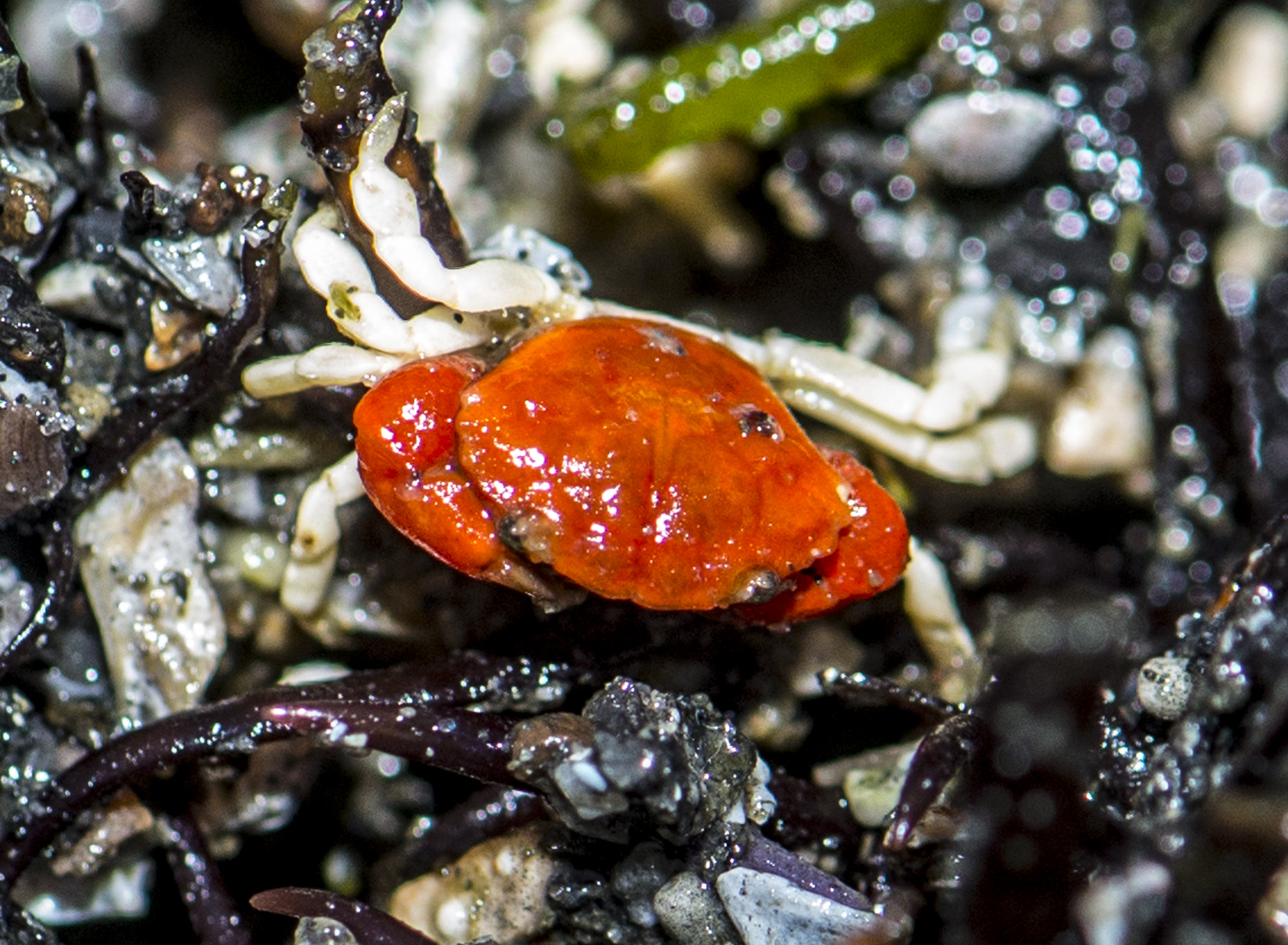
Lophopanopeus bellus (Panopeidae)
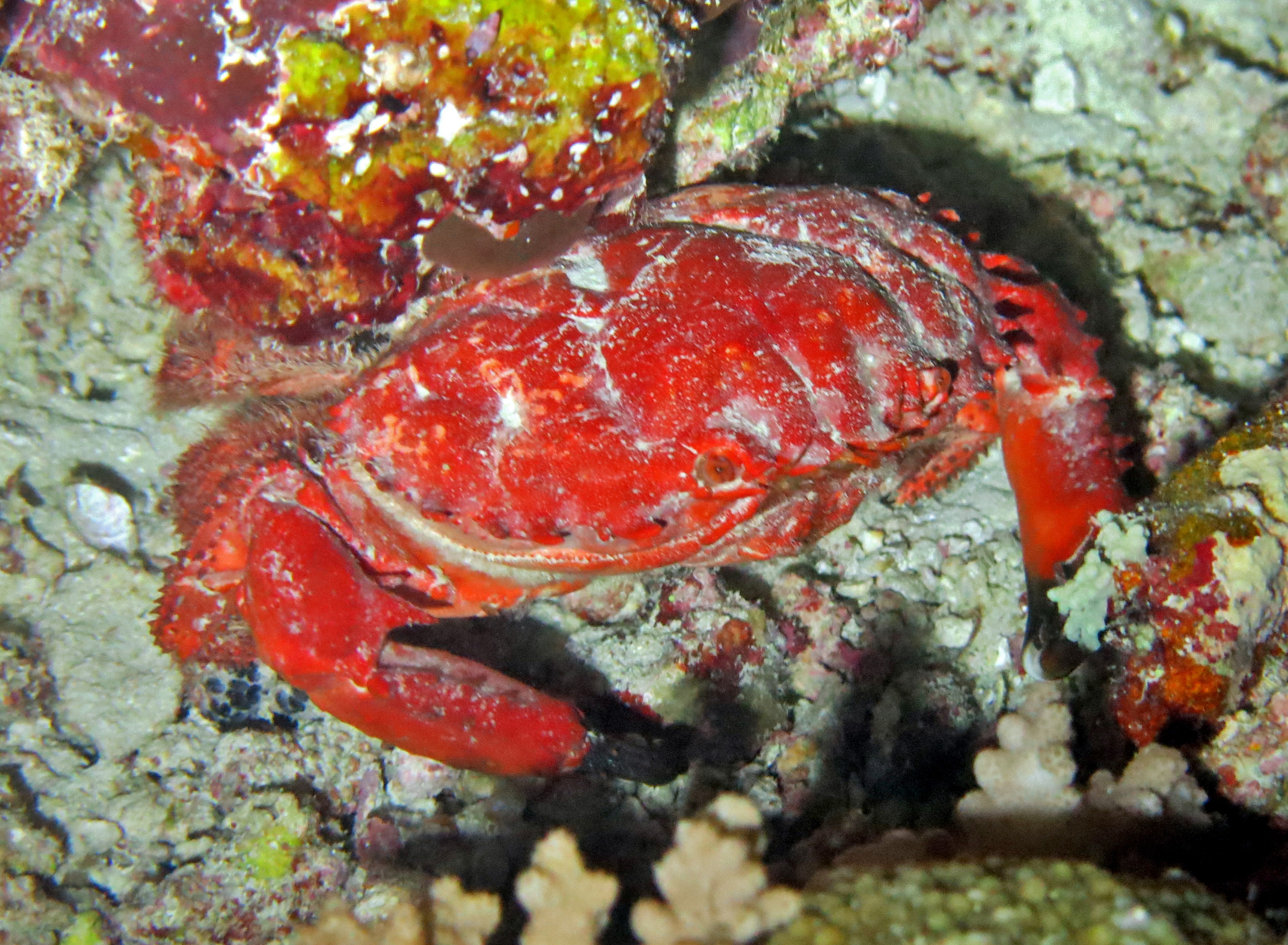
Etisus splendidus (Xanthidae)

Et des genres fossiles aux affinités indéterminées :
- - †Actaeites Müller & Collins, 1991
  - †Actaeopsis Carter, 1898
  - †Caprocancer Müller & Collins, 1991
  - †Colpocaris von Meyer, 1862
  - †Cretachlorodius Fraaye, 1996
  - †Eoplax Müller & Collins, 1991
  - †Eoxanthias C.-H. Hu & Tao, 1996
  - †Megaxantho Vega, Feldmann, García-Barrera, Filkorn, Pimentel & Avendaño, 2001
  - †Paraxanthosia Müller & Collins, 1991
  - †Pilumnomimus Müller & Collins, 1991
  - †Pregeryona C.-H. Hu & Tao, 1996
  - †Prochlorodius Müller & Collins, 1991
  - †Styrioplax Glaessner, 1969
  - †Syphax A. Milne-Edwards, 1864
  - †Thelecarcinus Böhm, 1922
  - †Thelphusograpsus Lőrenthey, 1902
  - †Wanga C.-H. Hu & Tao, 1996
  - †Woodbinax Stenzel, 1952
  - †Xanthosioides Collins & Breton, 2009

## Référence
- Macleay, 1838 : On the brachyurous decapod Crustacea brought from the Cape by Dr. Smith. Illustrations of the Annulosa of South Africa; being a portion of the objects of natural history chiefly collected during an expedition into the interior of South Africa, under the direction of Dr. Andrew Smith, in the years 1834, 1835. and 1836; fitted out by “The Cape of Good Hope Association for Exploring Central Africa”. p. 53–71.

## Sources
- Ng, Guinot & Davie, 2008 : Systema Brachyurorum: Part I. An annotated checklist of extant brachyuran crabs of the world. Raffles Bulletin of Zoology Supplement, n. 17 p. 1–286.